# Герберсхаузен
Герберсхаузен (нем. Gerbershausen) — община в Германии, в земле Тюрингия. 
Входит в состав района Айхсфельд. Подчиняется управлению Ханштайн-Рустеберг.  Население составляет 646 человек (на 31 декабря 2010 года). Занимает площадь 7,53 км².